# Saudade (ave)
A saudade (nome científico: Lipaugus ater) é uma ave da ordem Passeriformes da família dos cotingídeos. É endêmica das regiões montanhosas do sudeste do Brasil. Mede cerca de 26 centímetros de comprimento, sendo o macho de cor negra com bico amarelo, já a fêmea tem coloração verde e abdome amarelado. Também é conhecida por outros nomes, tais como: assoviador, chibante, feiticeiro, tijuca, sobiador, tiju etc.